# Robert Greene (réalisateur)
Pour les articles homonymes, voir Greene et Robert Greene (homonymie).
Robert Greene, né le 25 mai 1976 à Charlotte (Caroline du Nord), est un cinéaste réalisateur de documentaires, monteur et scénariste américain.

## Filmographie partielle

### Comme réalisateur
- 2002 : The Rehobeth Trilogy
- 2003 : Ye Are the Light of the World (Don't Stare Into the Sun)
- 2003 : Six Videos About Tourism
- 2005 : Sports: A 12 Part History
- 2005 : One Dead in Ohio
- 2009 : Owning the Weather
- 2010 : Kati with an I
- 2011 : Dry Biscuit (vidéo)
- 2011 : Fake It So Real
- 2014 : Actress
- 2016 : Kate Plays Christine
- 2018 : Bisbee '17

### Comme monteur
- 2002 : The Rehobeth Trilogy
- 2002 : La lucha se hace
- 2003 : Ye Are the Light of the World (Don't Stare Into the Sun)
- 2003 : Six Videos About Tourism
- 2005 : Sports: A 12 Part History
- 2005 : One Dead in Ohio
- 2005 : Anytown, USA
- 2008 : An Omar Broadway Film
- 2009 : Owning the Weather
- 2009 : All In: The Poker Movie
- 2010 : Kati with an I
- 2011 : Making the Boys
- 2011 : Fake It So Real
- 2013 : Hey Bartender
- 2013 : Little Ones
- 2014 : Listen Up Philip
- 2014 : Approaching the Elephant
- 2014 : Actress
- 2014 : If You Take This
- 2014 : Christmas, Again
- 2015 : Queen of Earth
- 2015 : 7 Chinese Brothers
- 2015 : Tom Swift and His Electric Rifle
- 2016 : Kate Plays Christine
- 2017 : Golden Exits